# Kim Dzsongszuk (politikus)
Kim Dzsongszuk (hangul: 김정숙, handzsa: 金正淑, RR: Kim Jŏng-suk; Hörjong (Hoeryŏng), 1917. december 24. – Phenjan (P'yŏngyang), 1949. szeptember 22.) koreai japánellenes partizánleány, Kim Ir Szen (Kim Il-sung) észak-koreai vezető felesége, Kim Dzsongil (Kim Jŏng-il) későbbi vezető édesanyja, az ország első first lady-je. Hazájában Korea Anyjaként (조선의 어머니, Csoszoni omoni (Chosŏnŭi ŏmŏni)) és nemzeti hősként tisztelik; születésnapja nemzeti ünnep, ami, bár véletlenül, de egybeesik a keresztények karácsonyi szentestéjével.

## Élete
Kim Cshunszan (Kim Ch'unsan) és egy O családból származó hölgy gyermekeként született egy szegény falusi családban a Japán által megszállt Korea Észak-Hamgjong (Hamgyŏng) tartományában. 1922-ben családja elhagyta Koreát és Kínába költöztek. Családjának valamennyi tagja japánellenes partizán volt. Apja 1929-ben, anyja 1932 júliusában, bátyja, Kim Gidzsun (Kim Ki Jun) pedig 1934-ben halt meg. Kim Dzsongszuk (Kim Jŏng-suk) 1932-ben csatlakozott a Kim Ir Szen (Kim Il-sung) vezette Koreai Ifjúsági Kommunista Ligához. 1936-ban belépett a Koreai Néphadseregbe. 1937-ben a Kommunista Párt tagja lett. 1942-ben életet adott Kim Dzsongil (Kim Jŏng-il)nek, aki később apja nyomdokaiba lépett Észak-Korea vezetőinek posztján.
1949. szeptember 22-én hajnali 2 óra 40 perckor betegségben elhunyt. Két nappal később, szeptember 24-én helyezték örök nyugalomra. 1981 óta a Rjanggang (Ryanggang) tartománybeli Sinpha (Sinp'a) megye a nevét viseli.